# Al amor
Al amor es el tercer álbum de estudio del cantautor y folclorista chileno Tito Fernández, lanzado en 1972 por el sello discográfico Peña de los Parra, de los hermanos Isabel y Ángel Parra, y distribuido por DICAP.

## Lista de canciones
| Al amor |                                  |          |  |
| N.º     | Título                           | Duración |  |
| 1.      | «El amor y las palomas»          |          |  |
| 2.      | «El marido de la Juana»          |          |  |
| 3.      | «Mi hijo»                        |          |  |
| 4.      | «Hombre angustia y siglo veinte» |          |  |
| 5.      | «¿Adónde vas?»                   |          |  |
| 6.      | «El árbol»                       |          |  |
| 7.      | «Cómo llorar al abuelo»          |          |  |
| 8.      | «El vendedor de diarios»         |          |  |
| 9.      | «Cantor de caminos»              |          |  |
| 10.     | «La mañana»                      |          |  |
| 11.     | «El padre»                       |          |  |